# Mladen Žuvela
Mladen Žuvela (Korčula, 20. srpnja 1936.), hrvatski visoki sudski dužnosnik u Hrvatskoj za vrijeme Jugoslavije te visoki sudski dužnosnik u neovisnoj Hrvatskoj. Sudac Ustavnog suda i Vrhovnog suda u miru.

## Životopis
Rodio se je 1936. godine. Studirao je u Zagrebu na Pravnom fakultetu gdje je diplomirao 1959. godine. 1962. je godine položio pravosudni ispit. Napredovao je u pravosuđu, prošavši sve razine: na općinskom sudu bio je referent, u općini javni pravobranitelj, vodio je službu evidencije sudske prakse. Bio je sudac i predsjednik Građanskog odjela Vrhovnog suda SR Hrvatske.

1993. je osnovao Zakladu Zlatko Crnić.
Bio je sudac Ustavnog suda Republike Hrvatske 1991. – 1999. godine. Dužnost dopredsjednika Ustavnog suda obnašao je od 1998. do 1999. godine. Umirovio se je 2000. godine. Vanjski je član Odbora za Ustav, poslovnik i politički sustav Hrvatskog sabora od 2001. godine. Od 1999. do 2014. sudac Športskog arbitražnog vijeća u HOO-u.
Napisao je brojne znanstvene i stručne radove. Uređivao Pregled sudske prakse i Blatski ljetopis.
2011. je godine nagrađen svojevrsnom nagradom za životno djelo Zaklade "dr. sc. Jadranko Crnić", nagradom dr sc. Jadranko Crnić, koja se dodjeljuje "vrsnim pravnicima za cjeloživotni doprinos i iznimna postignuća u pravnoj struci i promociji vladavine prava u Republici Hrvatskoj".
Općina Blato nagradila ga je priznanjem Zlatnim grbom Općine Blata.